# Alessandro Fortis
Alessandro Fortis (16 tháng 9 năm 1842 – 4 tháng 12 năm 1909) là chính trị gia người Ý giữ chức Thủ tướng thứ 18 của Ý từ năm 1905 đến năm 1906. Ông là Thủ tướng người Ý gốc Do Thái đầu tiên.